# Богоявленская площадь (Ярославль)
Богоявле́нская пло́щадь (бывшая Рождественская площадь, площадь им. Подбельского) — площадь в центральной части Ярославля; крупный транспортный узел.

## История

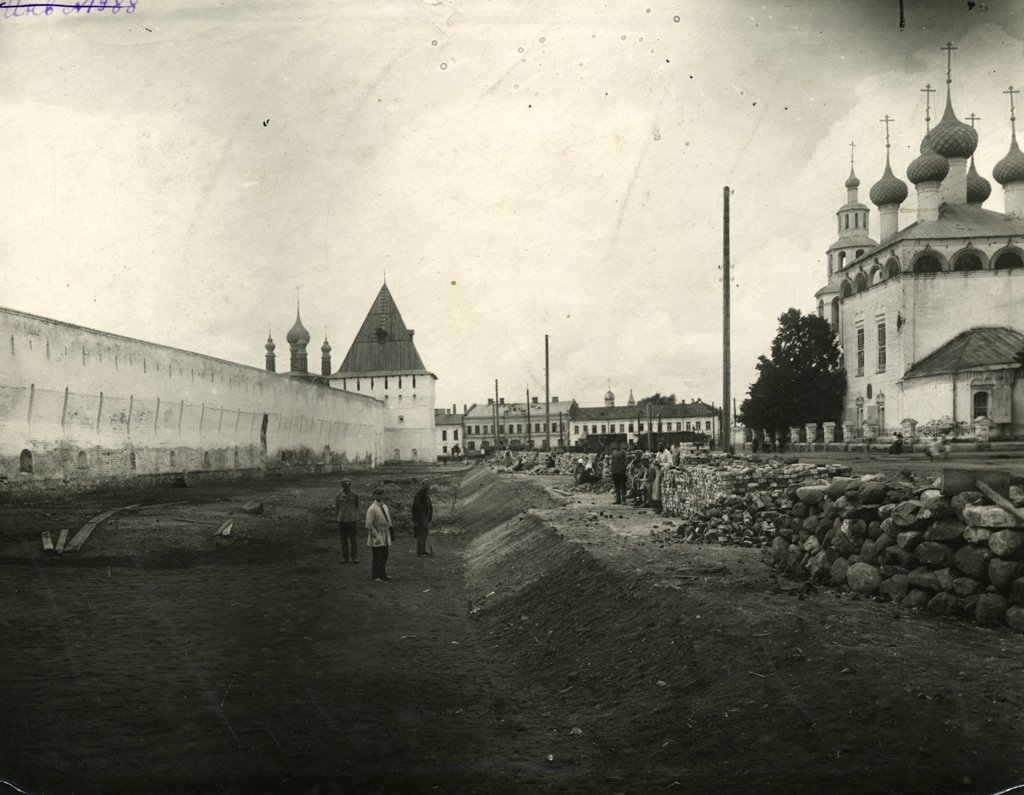
Стена Спасо-Преображенского монастыря и церковь Рождества Богородицы в начале XX века

Территория современной Богоявленской площади начала формироваться в XII веке, что связано со строительством Земляного города и Спасского монастыря. В конце XI века на берегу реки Которосли была построена первая деревянная церковь, посвященная одному из главных праздников — Богоявлению. В 1390 году был основан женский Рождественский монастырь, названный в честь победы в битве на Куликовом поле, которая произошла в день празднования Рождества Богородицы.
В 1550—1580 годах были возведены первые каменные стены и башни Спасского монастыря, после чего он стал одной из сильнейших крепостей на Волге. Весной 1609 года Ярославль испытал на себе 22-дневную осаду осаду поляков, в ходе которой Рождественский монастырь был сожжён. В 1620 году на месте разрушенной монастырской обители построили деревянную церковь Рождества Богоматери. С 1689 по 1693 год взамен деревянной церкви Богоявления была построена каменная на средства ярославского купца Алексея Зубчанинова. В 1720 году на средства прихожан была построена каменная церковь Рождества Богоматери. Постепенно территория между стенами Спасского монастыря, стеной Земляного города (с востока) и Рождественской церковью стала называться Рождественской площадкой.
После перестройки города по регулярному плану 1778 года площадь приобрела современные границы (с западной стороны) и стала официально именоваться Рождественской. После сноса в 1780-х годах стены Земляного города и строительства в 1818 году нового Гостиного двора площадь полностью приняла современные очертания.

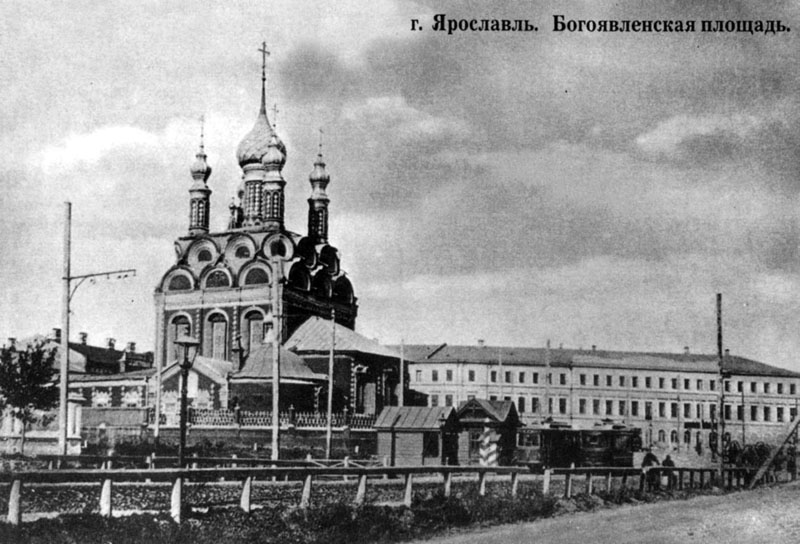
На переднем плане трамвайная линия до Московского вокзала

В 1899—1900 годах через площадь были проложены линии ярославского трамвая.
В начале XX века площадь называлась Богоявленской по расположенной на ней церкви Богоявления.
В 1920 году большевики переименовали Богоявленскую площадь в площадь им. Подбельского в честь советского партийного и государственного деятеля В. Н. Подбельского, участника подавления антибольшевистского восстания ярославцев в 1918 году. В 1926 году церковь Богоявления была закрыта и передана губмузею. В 1929 году советские власти закрыли церковь Рождества Богоматери, а в 1930 году снесли, под предлогом, что она мешала движению транспорта. В 1975 году движение трамваев через площадь было закрыто, пути сняты.
В 1992 году было восстановлено историческое название — Богоявленская. Через год в центре площади был установлен памятник Ярославу Мудрому.

## Транспорт и смежные улицы
На Богоявленской площади сходятся Московский проспект, улицы Большая Октябрьская, Комсомольская, Нахимсона, Первомайская и Крестьянский проезд. С южной стороны площадь связана с Которосльной набережной.
Богоявленская площадь — крупный транспортный узел с диспетчерской. На площади расположены три остановки: две со стороны Центрального банка и одна со стороны Спасо-Преображенского монастыря. На площади останавливаются автобусы и троллейбусы, которые связывают железнодорожные вокзалы Главный и Московский, ярославский автовокзал и автостанцию «Ярославль-Главный», Леонтьевское, Осташинское и Игнатовское кладбища. С площади можно уехать в районы вдоль Большой Октябрьской улицы (центр и Всполье), Московского проспекта (Выемка, Нефтестрой), Суздальского шоссе (Суздалка и Новосёлки), проспекта Фрунзе (Сокол, Дядьково, Липовая гора), Тормозного шоссе (Тугова гора, Вишняки, посёлок Октябрьский), Угличской улицы (Пятёрка) и Ленинградского проспекта (Брагино). На площади и вокруг монастыря организован стихийный отстой автобусов имеющих конечную здесь и в Торговом переулке. После объединения 5 и 6 троллейбуса и переноса трассы 72 автобуса с Которосльной набережной на Большую Октябрьскую, они делают петлю через площадь.

## Здания и сооружения
- № 2 — Бывший дом Чепахиных[8]

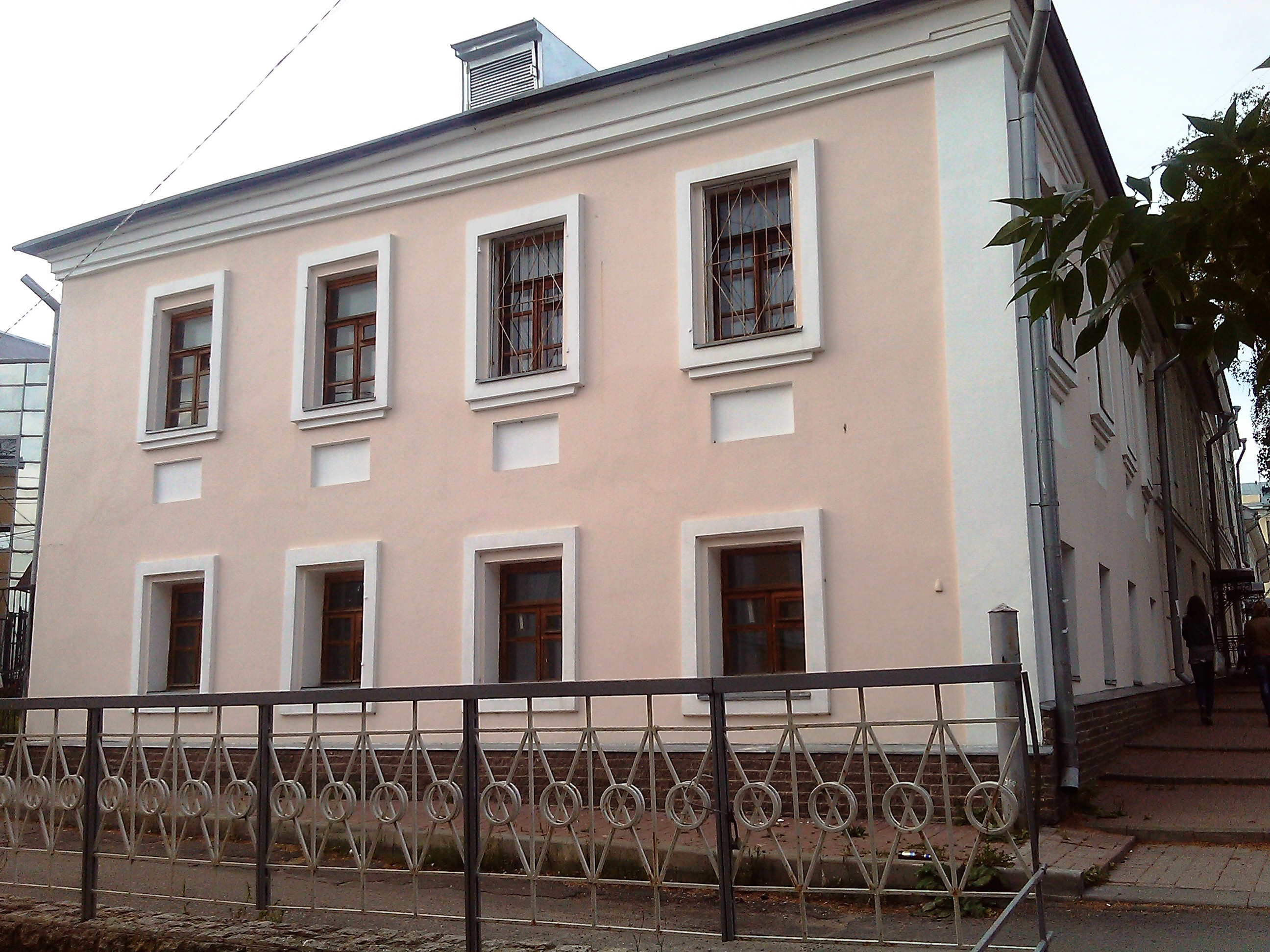
Бывший жилой дом духовного ведомства (№ 6)

- № 6 — Бывший жилой дом духовного ведомства. Дом построен в конце XVIII века (отмечен на плане города 1802 г.) в стиле раннего классицизма. Автор и строитель неизвестны. До 1918 года принадлежал Духовному ведомству[9].

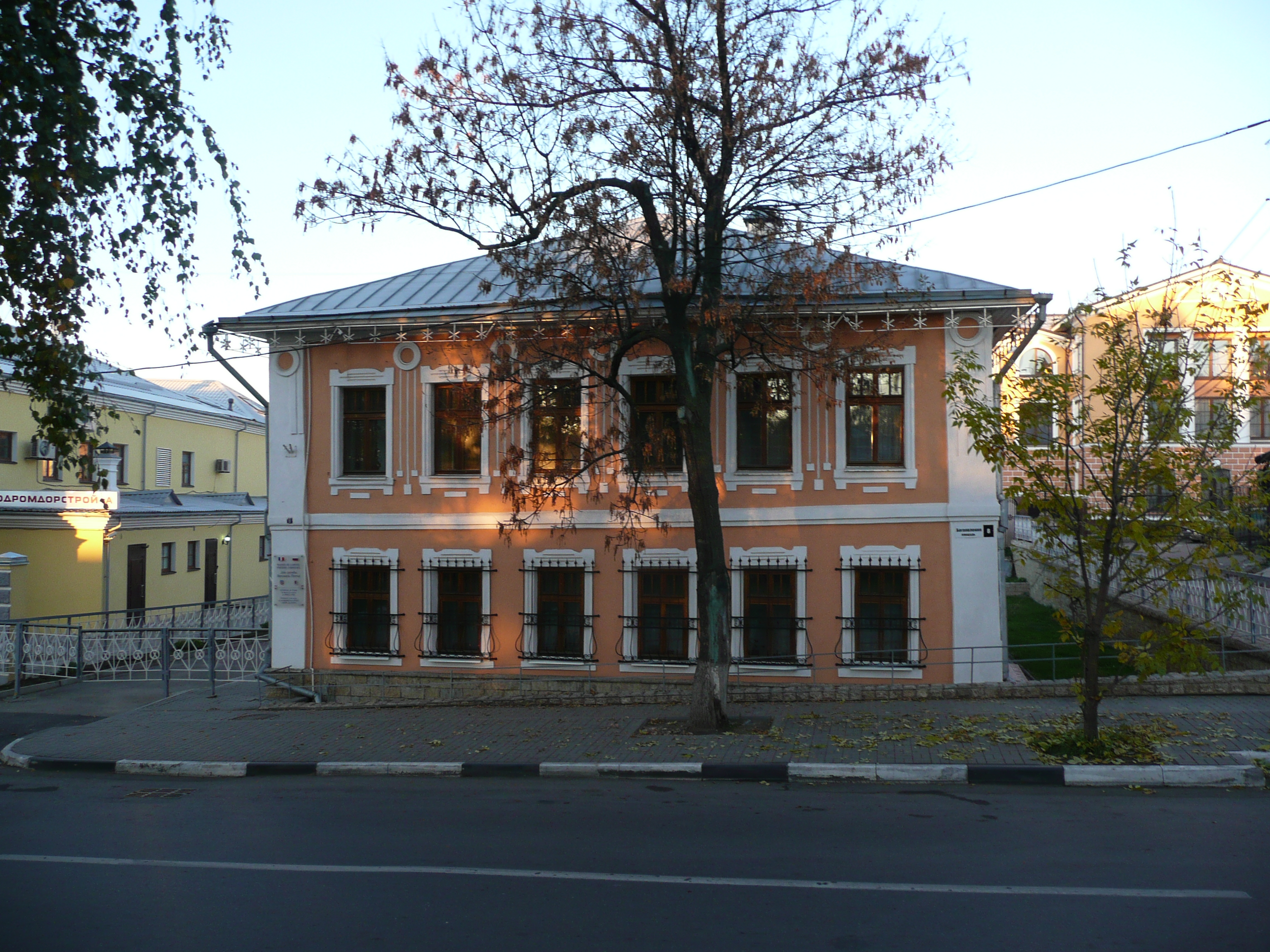
Бывший дом Покидышева (№ 8)

- № 8 — Дом дружбы Ярославль — Пуатье, бывший дом Покидышева. Небольшое двухэтажное здание в стиле модерн, перестроенное из более древнего сооружения конца XVIII века и сохранившее некоторые элементы архитектуры раннего классицизма. Автор и строитель неизвестны. Последний владелец дома до 1918 года — И. И. Покидышев. С 2001 года в здании располагается дом дружбы Ярославль — Пуатье[10].
- № 10 — Бывший дом Мелентьевых-Курнышовых[11]
- № 12 — Церковь Богоявления
- № 14 — Ярославское Епархиальное управление расположено на набережной Которосли, на месте бывшего кладбища при церкви Богоявления, закрытого в конце XVIII века. Здание духовной консистории возведено в 1815 году по «образцовому» проекту из «Собрания фасадов для частных строений в городах Российской империи», выпущенного в Петербурге в 1809 году. Автор этого проекта архитектор Л. И. Руска. В 1849—1858 годах здание было расширено путем пристройки двух боковых корпусов с северной стороны, в которых размещался архив. В советские годы (1920—1929) в нём находилась художественная галерея и ЦГРМ (реставрационные мастерские), затем Яроблпроект (1936-37), с 1937 года — Облвоенкомат[12].
- № 25 — Ярославский музей-заповедник. Бывший Спасо-Преображенский монастырь